# Halictillus glabrescens
Halictillus glabrescens är en biart som först beskrevs av Cockerell 1926.  Halictillus glabrescens ingår i släktet Halictillus och familjen vägbin. Inga underarter finns listade i Catalogue of Life.